# Plecia funebris
Plecia funebris är en tvåvingeart som först beskrevs av Fabricius 1805.  Plecia funebris ingår i släktet Plecia och familjen hårmyggor. Inga underarter finns listade i Catalogue of Life.